# Газабаев, Шахид-Хаджи
Шахид-Хаджи Газабаев (чечен. Газабаев Юнусан воI ШахIид-Хьаьжа;  1949 — 7 августа 2024) — чеченский религиозный и общественный деятель, богослов, первый муфтий Чечено-Ингушетии. Член Временного Высшего Совета ЧИР, народный депутат ЧИР.

## Биография
Родился в 1949 году в Казахской ССР, в период депортации чеченцев. Религиозное образование получил у местных богословов. 
С началом перестройки в Чечено-Ингушетии началось возрождение религиозной жизни. В середине 1980-х годов, по данным властей, в республике открыто действовало 280 групп мюридов и насчитывалось 430 сельских мулл.
В 1988 году был образован республиканский муфтият‚ первым муфтием Чечено-Ингушетии был избран Шахид-Хаджи Газабаев. Под его руководством в республике начинается активная религиозная деятельность: восстанавливаются и строятся зияраты и мечети‚ открываются исламские учебные заведения и. д.
В 1991 году произошло разделение Чечено-Ингушской АССР на Чеченскую и Ингушскую республики. Духовное управление мусульман, ранее функционировавшее в рамках единой структуры, было реорганизовано в два отдельных Духовных управления: одно для Чеченской Республики, другое для Ингушской Республики. Однако Шахид-Хаджи Газабаев не получил должность муфтия ни в одном из новообразованных духовных управлений.14 октября 1991 года муфтием Чеченской Республики был избран Магомед-Башир Арсанукаев.